# Temu
Temu（テム）は、中華人民共和国のPDDホールディングス（拼多多/ピンドゥオドゥオ）が中国国外向けに運営するオンラインマーケットプレイスで、アパレル、化粧品、家電、家具、雑貨などを廉価販売する。アフィリエイト、ソーシャルメディアを通じて宣伝を行っており、新規ユーザーの勧誘に成功した一部のユーザーに無料で商品を提供している。
Temuはアプリのマルウェア感染、個人情報保護、製品の安全性、新疆ウイグル自治区の人権に関わる問題が指摘されており、アメリカモンタナ州グレッグ・ジャンフォルテ知事（共和党）は、TikTok、テレグラム、WeChat、Temuを州内で禁止する法案を2023年5月に署名した。
「Temu」の発音や表記については「ティームー」など、若干の揺れがある。

## 歴史
TemuはPDDホールディングスによって所有・運営されている。PDDホールディングスはケイマン諸島に登録された多国籍商取引グループであり、ダブリンも主要なオフィスの住所とされる。 PDDホールディングスは、中国で人気のオンラインコマースプラットフォームである拼多多も所有する。 米国では、TemuはPDDホールディングスの子会社であり、デラウェア州とマサチューセッツ州に登録されているWhaleco, Inc.（ホエールコ・インク）の所有下にある。  
Temuプラットフォームは、2022年9月1日に米国で事業を開始し、2023年2月14日のスーパーボウルで多量に広告して23日までにスマートフォンアプリが4000万回ダウンロードされる。
2023年2月にカナダ、3月にオーストラリアとニュージーランド、4月21日にイギリス、23日にドイツ、オランダ、イタリア、フランス、スペイン、それぞれでサービスを開始し、年後半にラテンアメリカ市場にも進出した。2023年7月、Temuは日本で正式にリリースされ、初めてアジア市場に参入した。
2024年1月17日には、2022年9月のサービス開始以来、Temuの進出49カ国目となる南アフリカで正式にサービスを開始した。2025年1月末の時点で、Temuは世界90カ国・地域以上で展開されている。

## 低価格の理由
Temuは低価格を維持するには、余分なコストをかけないようにしなければならない。その最たるものが固定費であり、地代家賃や水道光熱費、人件費といった毎月のコストが発生する実店舗といえる。Temuは、ショールームを含む実店舗を一切持たないオンライン販売で固定費を削減している。
低価格の理由には、中間業者を媒介しないメーカーからの直接仕入れという仕組みがある。
卸売業者のような中間業者は、消費者であるエンドユーザーに商品を販売するのではなく、メーカーから仕入れて販売会社などに流通させる役割を担う。そういった業者を経由すると、利益確保の関係で顧客に販売する際の最終的な価格が上がりやすくなる。
中間業者を媒介しないメリットには、中間業者への手数料といったコストの削減に加えて、商品の流通が迅速になることや在庫管理の効率化といったものがある。これが最終的な商品の低価格維持に加えて、Temuの利益率の向上や市場での競争力強化につながっている。

## 事業地域
南北アメリカ
| 地域       | 国       | 公用語           | 人口        | ドメイン名 | 開始      |
| ---------- | -------- | ---------------- | ----------- | ---------- | --------- |
| 北アメリカ | アメリカ | 英語             | 3億3480万人 | temu.com   | 2022年9月 |
| 北アメリカ | カナダ   | 英語、フランス語 | 3774万人    | temuCA     | 2003年2月 |

| 地域         | 国                       | 公用語                             | 人口        | ドメイン名 | 開始           |
| ------------ | ------------------------ | ---------------------------------- | ----------- | ---------- | -------------- |
| 中南アメリカ | メキシコ                 | スペイン語                         | 1億2893万人 | temuMX     | 2023年5月18日  |
| 中南アメリカ | チリ                     | スペイン語                         | 1911万人    | temuCL     | 2023年8月20日  |
| 中南アメリカ | コロンビア               | スペイン語                         | 5088万人    | temuCO     | 2024年3月6日   |
| 中南アメリカ | ペルー                   | スペイン語、ケチュア語、アイマラ語 | 3297万人    | temuPE     | 2024年3月28日  |
| 中南アメリカ | ウルグアイ               | スペイン語                         | 338万人     | temuUY     | 2024年4月18日  |
| 中南アメリカ | ドミニカ共和国           | スペイン語                         | 1084万人    | temuDO     | 2024年4月21日  |
| 中南アメリカ | プエルトリコ             | スペイン語、英語                   | 319万人     | temuPR     | 2024年4月28日  |
| 中南アメリカ | パナマ                   | スペイン語                         | 431万人     | temuPA     | 2024年5月22日  |
| 中南アメリカ | エクアドル               | スペイン語                         | 1813万人    | temuEC     | 2024年5月31日  |
| 中南アメリカ | ブラジル                 | ポルトガル語                       | 2億1339万人 | temuBR     | 2024年6月5日   |
| 中南アメリカ | トリニダード・トバゴ     | 英語                               | 136万人     | temuTT     | 2024年6月20日  |
| 中南アメリカ | エルサルバドル           | スペイン語                         | 648万人     | temuSV     | 2024年6月30日  |
| 中南アメリカ | アメリカ領ヴァージン諸島 | 英語                               | 8万人       | temuVI     | 2024年7月1日   |
| 中南アメリカ | グアテマラ               | スペイン語                         | 1791万人    | temuGT     | 2024年9月30日  |
| 中南アメリカ | コスタリカ               | スペイン語                         | 509万人     | temuCR     | 2024年11月14日 |
| 中南アメリカ | アルゼンチン             | スペイン語                         | 4569万人    | temuAR     | 2025年2月24日  |
| 中南アメリカ | ホンジュラス             | スペイン語                         | 946万人     | temuHN     | 2025年3月4日   |

ヨーロッパ
| 地域       | 国           | 公用語                                         | 人口     | ドメイン名 | 開始           |
| ---------- | ------------ | ---------------------------------------------- | -------- | ---------- | -------------- |
| ヨーロッパ | イギリス     | 英語                                           | 6868万人 | temuUK     | 2023年4月21日  |
| ヨーロッパ | ドイツ       | ドイツ語                                       | 8427万人 | temuDE     | 2023年4月22日  |
| ヨーロッパ | オランダ     | オランダ語                                     | 1740万人 | temuNL     | 2023年4月22日  |
| ヨーロッパ | フランス     | フランス語                                     | 6830万人 | temuFR     | 2023年4月22日  |
| ヨーロッパ | イタリア     | イタリア語                                     | 6046万人 | temuIT     | 2023年4月22日  |
| ヨーロッパ | スペイン     | スペイン語                                     | 4859万人 | temuES     | 2023年4月23日  |
| ヨーロッパ | オーストリア | ドイツ語                                       | 913万人  | temuAT     | 2023年5月17日  |
| ヨーロッパ | ポルトガル   | ポルトガル語、ミランダ語                       | 1019万人 | temuPT     | 2023年5月21日  |
| ヨーロッパ | ベルギー     | オランダ語、フランス語、ドイツ語               | 1159万人 | temuBE     | 2023年5月23日  |
| ヨーロッパ | ポーランド   | ポーランド語                                   | 3784万人 | temuPL     | 2023年5月24日  |
| ヨーロッパ | スウェーデン | スウェーデン語                                 | 1035万人 | temuSE     | 2023年5月26日  |
| ヨーロッパ | スイス       | ドイツ語、フランス語、イタリア語、ロマンシュ語 | 896万人  | temuCH     | 2023年5月31日  |
| ヨーロッパ | アイルランド | アイルランド語、英語                           | 525万人  | temuIE     | 2023年6月14日  |
| ヨーロッパ | ギリシャ     | ギリシャ語                                     | 1042万人 | temuGR     | 2023年6月20日  |
| ヨーロッパ | フィンランド | フィンランド語、スウェーデン語                 | 554万人  | temuFI     | 2023年6月24日  |
| ヨーロッパ | マルタ       | マルタ語、英語                                 | 44万人   | temuMT     | 2023年10月20日 |

中東
| 地域 | 国               | 公用語     | 人口     | ドメイン名 | 開始          |
| ---- | ---------------- | ---------- | -------- | ---------- | ------------- |
| 中東 | イスラエル       | ヘブライ語 | 938万人  | temuIL     | 2023年8月29日 |
| 中東 | サウジアラビア   | アラビア語 | 3481万人 | temuSA     | 2023年9月13日 |
| 中東 | アラブ首長国連邦 | アラビア語 | 989万人  | temuAE     | 2023年9月14日 |
| 中東 | クウェート       | アラビア語 | 427万    | temuKW     | 2023年9月19日 |
| 中東 | カタール         | アラビア語 | 251万人  | temuQA     | 2023年9月21日 |
| 中東 | バーレーン       | アラビア語 | 154万人  | temuBH     | 2023年9月24日 |
| 中東 | オマーン         | アラビア語 | 510万人  | temuOM     | 2023年9月25日 |
| 中東 | ヨルダン         | アラビア語 | 1020万   | temuJO     | 2023年9月27日 |

アフリカ
| 地域     | 国           | 公用語                                        | 人口     | ドメイン名 | 開始          |
| -------- | ------------ | --------------------------------------------- | -------- | ---------- | ------------- |
| アフリカ | 南アフリカ   | アフリカーンス語、英語、バントゥー語群        | 5751万人 | temuZA     | 2024年1月16日 |
| アフリカ | モーリシャス | モーリシャス・クレオール語 、英語、フランス語 | 127万人  | temuMU     | 2024年3月25日 |
| アフリカ | モロッコ     | アラビア語、ベルベル諸語                      | 3691万人 | temuMA     | 2024年4月2日  |
| アフリカ | アルジェリア | アラビア語、ベルベル諸語                      | 4681万人 | temuDZ     | 2024年5月24日 |

アジア・オセアニア
| 地域   | 国               | 公用語                           | 人口        | ドメイン名 | 開始          |
| ------ | ---------------- | -------------------------------- | ----------- | ---------- | ------------- |
| アジア | 日本             | 日本語                           | 1億2491万人 | temuJP     | 2023年7月1日  |
| アジア | 韓国             | 韓国語                           | 5123万人    | temuKR     | 2023年7月20日 |
| アジア | フィリピン       | フィリピン語、英語               | 1億958万人  | temuPH     | 2023年8月25日 |
| アジア | マレーシア       | マレー語、英語（マレーシア英語） | 3470万人    | temuMR     | 2023年9月8日  |
| アジア | カザフスタン     | カザフ語、ロシア語               | 1877万人    | temuKZ     | 2024年3月26日 |
| アジア | アゼルバイジャン | アゼルバイジャン語               | 1033万人    | temuAZ     | 2024年4月8日  |
| アジア | アルメニア       | アルメニア語                     | 297万人     | temuAM     | 2024年4月15日 |
| アジア | タイ王国         | タイ語                           | 6980万人    | temuTH     | 2024年7月14日 |
| アジア | ウズベキスタン   | ウズベク語                       | 3565万人    | temuUZ     | 2024年8月12日 |

| 地域       | 国               | 公用語         | 人口     | ドメイン名 | 開始      |
| ---------- | ---------------- | -------------- | -------- | ---------- | --------- |
| オセアニア | オーストラリア   | 英語           | 2550万人 | temuAU     | 2023年3月 |
| オセアニア | ニュージーランド | 英語、マオリ語 | 500万人  | temuNZ     | 2023年3月 |

日本では2023年7月にサービス開始後、わずか1年で急成長し、国内ECプラットフォームの4位に位置している。 2025年1月に日本国内の販売事業者を自社のオンラインマーケットプレイスに招致するプログラム「Local-to-Local」を開始した。現地販売者から現地消費者へ商品を届けるこのビジネスモデルはすでに、米国、フランスなどの市場で導入されている。

## ビジネスモデル
Temuは、商品の価格設定、販売、マーケティング、物流、カスタマーサービスをプラットフォーム側が一括管理する「フルホスティングモデル」を採用している 。販売者は商品の供給に専念するため、マーケティングや運営の負担が少なく、かつ Temu のグローバルな販路を通じて多くの消費者にリーチできる。
また、中国の低コストなサプライチェーンの中でも特にPDD ホールディングズの関係会社ピンドゥオドゥオのノウハウを活用し、倉庫賃料や人件費を抑えていると言える。商品は中国の広州を始めとする倉庫から直接空輸され、コストパフォーマンスを重視する消費者層に訴求する。中国に拠点を置く販売業者が仕向国で中間販売業者に頼ることなく、顧客に直接販売・配送することを可能にしている。販売業者には入札モデルを導入し、毎週の入札で低価格を提示する必要があるため競争を通じて価格を抑えられている。
Temu は、アフィリエイトコード、ソーシャルメディア、「友達招待」で無料ギフトを提供するなどのゲーミフィケーションを通じて、新規ユーザーを紹介することに成功したユーザーに無料の商品を提供している。
Temu でのオンライン購入は、ウェブブラウザまたは専用のモバイルアプリから行うことができる。Temu は Facebook と Instagram を始めとする SNS や Webサイトで大規模なオンライン広告キャンペーンを展開している。
Temu と Amazon の競争により、両社は 2024 年に互いのサプライチェーン戦略を一致させることになった。Temu は、配送時間の短縮、大型商品の販売、少額配送からの多様化を図るため、米国に倉庫を開設した。一方、Amazon は、既存の「フルフィルメント・バイ・アマゾン」倉庫を使用する代わりに、中国の販売業者と契約し、購入者に直接商品を配送し始めている。

## 表彰
Temuは2023年7月に日本でサービス開始後、日経トレンディ誌が公表する『2024年ヒット商品ベスト30』では割安なセールを連発した越境ECサイトとして注目を浴びたため第9位に入賞した。スマートフォンアプリ専門メディアのアプリブ主催『Best App Award 2024』では、ショッピング部門で優秀賞を受賞する成績を納めた。
同年のアップルが主催するAPP STORE AWARDS は、iPhoneやiPad、Apple Arcadeで最も多くダウンロードされた無料アプリのランキングを、30以上の国と地域のユーザー向けにローカライズして発表している。日本では2024年に1位のTikTok Liteに続く2位をTemuが獲得している。Temuは、イギリス、アメリカ合衆国、ドイツ、スペイン、アイルランド、オーストラリア、韓国、メキシコを含める24の国と地域で1位になったことがある。
その他の表彰では、Temuはポーランド小売業の2024年の賞を受賞している。

## 諸問題

### 訴訟（法律問題）
2024年3月、ベビーセンターはTemuのレビューを行い、リコール対象となった製品、偽造品の疑いが強い製品、米国の安全基準を満たしていなかったり、窒息などの事故のおそれがある製品が見つかったと発表した。
2024年5月、消費者団体の欧州消費者機構は、トレーサビリティ要件、アルゴリズムの透明性と説明責任に関するEU DSA法違反を主張して、欧州委員会に対してTemuを告訴した。

#### 知的財産権
Temuでは知的財産権を侵害した製品がたびたび販売されているとされる。デザイン盗用の事例も報告されている。

#### 労働問題
Temuは過酷な労働文化や、996工作制を推進しているとして批判を受けている。従業員の死亡事件も発生しており、同社の労働文化との関係が指摘されている。
2024年、フィナンシャル・タイムズとウォール・ストリート・ジャーナルは、Temuの親会社であるPDDホールディングスが、同業他社に転職した元従業員に対して監視や訴訟を行っていると報じた。

#### 新疆ウイグル自治区の人権問題
2023年6月、連邦議会の「米国と中国共産党との間の戦略的競争特別委員会」は、Temuがウイグル強制労働防止法を遵守するための「有意義なコンプライアンスプログラムの建前すら」維持していないとの声明を発表した。同法は、強制労働で作られた商品をプラットフォームから排除することを目的としている。 委員会の報告書はTemuへの厳しい評価を下し、Temuのサプライチェーン内には「強制労働による汚染のリスクが非常に高い」としている。

#### 不適切な広告
2023年、英国の広告基準局（ASA）はTemuの広告の一部を禁止した。これにはビキニを着た少女が「かなり大人」なポーズをしたり、「股間の輪郭」を強調したジョックストラップ、裾が切り取られた「下着のように見える」サイクリングシャツや、モデルの顔が省略されたドレスの写真などを含む。Temuは、少女の写真は同社の方針に違反しており、今後は掲載しないと公表したが、モデルの顔を公開しないのは女性を性的対象化する意図はなく、他の小売業者も同様の写真を掲載していると述べ、ASAの調査結果に一部異議を訴えた。

#### Sheinとの訴訟
2022年12月、Temuは自社商品の宣伝のためにインフルエンサーに競合企業のSheinについての「虚偽で欺瞞的な発言をさせる」ように促したとして、Sheinから訴訟を起こされた。その後、Temuは2023年7月にSheinを告訴し、Temuと協力していると思われる衣料品メーカーに対し、Sheinが「脅迫、侵害に関する虚偽の主張、根拠のない懲罰的罰金を科す試み」を行ったと主張した。

### プライバシーの問題

#### 個人情報保護
ポリティコは「Appleは、Temuが同社のプライバシー規則要件に違反し、ユーザーのデータ利用についてミスリードを行ったと述べた」と報道した。
2023年にイリノイ州とニューヨーク州でTemuに対して集団訴訟が起こされた。これはTemuの利用者アカウントから収集された個人データの取り扱いに関するものである。
2024年2月、韓国の個人情報保護委員会は、Temuや他のECプラットフォームに対するユーザーデータの取り扱いに関する調査を開始した。

### セキュリティの問題

#### マルウェア汚染
2023年5月、Temuの中国国内版である拼多多がGoogle Playから一時停止されたことを受け、アメリカ中経済安全保障調査委員会はTemuでの個人データの安全リスクについて懸念を表明した。これはGoogle Play Store以外のバージョンにマルウェアが含まれていたことが判明したためである。拼多多はマルウェア削除のためのアップデートをリリースして2日後に、マルウェア開発に携わったエンジニアとプロダクトマネージャーのチームを解散した。CNNの情報筋によると、チームの大部分はTemuに異動し、各部門で働いているが、一部のエンジニアは拼多多に残留しているとされる。
2023年5月17日、モンタナ州知事グレッグ・ジャンフォルテは、TikTok、WeChat、Telegramを含むByteDance関連アプリとともに、州政府機関内でのTemuの使用を禁止した。

#### 公式サイトと偽るサイトの存在
2024年、Temuの公式サイトと偽るサイトが確認されている。いわゆる偽サイトというものだが、悪意のある第三者からのSNSを通じたDMを経由して偽サイトに飛ばされるケースが考えられる。現状公式サイトの確認方法として最も有効だと考えられるのがURLの確認である。クレジットカードなどの情報を盗まれる可能性がある。